# Odonaspis sabulincola
Odonaspis sabulincola är en insektsart som beskrevs av Ben-dov 1988. Odonaspis sabulincola ingår i släktet Odonaspis och familjen pansarsköldlöss. Inga underarter finns listade i Catalogue of Life.